# كيربي تيلتن تامبل
كيربي تيلتن تامبل (بالإنجليزية: Kirby Tilt 'n' Tumble)‏ هي لعبة فيديو ألغاز أكشن تم تطويرها بواسطة هال لابوراتوري ونشرتها نينتندو لنظام ألعاب الفيديو المحمول غيم بوي كولر. صدرت اللعبة في اليابان في 23 أغسطس 2000 وفي أمريكا الشمالية في 11 أبريل 2001. نظرًا لأن الخرطوشة تحتوي على مقياس تسارع مدمج، فهي تتمتع بشكل فريد بالإضافة إلى لونها الوردي الشفاف الفريد في إشارة إلى كيربي.

## الحبكة
تبدأ اللعبة بقيلولة كيربي على سحابة، عندما يتم إيقاظه بينما يمشي وادل ديي، وهو يحمل مصدًا دائريًا يشبه بينبول. ثم رأى كينغ ديديدي حاملاً واقيًا طويلًا. يشك كيربي في نوايا ديديدي، ويقفز على نجمة ملتوية ويتبعه، مصممًا على معرفة ما ينوي فعله. سرعان ما يكتشف كيربي أن دريم لاند فقدت نجومها وتنطلق لاستعادتهم.

## أسلوب اللعب
يستخدم كيربي تيلتن تامبل سلسلة من مقاييس التسارع للتحكم في كيربي. الهدف من اللعبة هو توجيه كيربي إلى هدف المستوى خلال الوقت المخصص عن طريق إمالة النظام في الاتجاه الذي يرغب اللاعب في تحريكه فيه. تسجل اللعبة حركة «فرقعة» عندما يهز اللاعب النظام سريعًا، ويقوم بتدوير اللعبة تجاه المستخدم (كما لو كان يقلب فطيرة)؛ القيام بذلك سوف يقذف كيربي في الهواء. تدور اللعبة حول مجموعة من النجوم العديدة المتناثرة حول المستويات. للتغلب على اللعبة تمامًا، يجب على اللاعب جمع النجمة الحمراء لكل مستوى. سيؤدي هذا إلى فتح عوالم المكافآت، حيث تكون نسخ أصعب قليلاً، ويبدأ اللاعبون بوقت أقل.
يقوم العداد بالعد التنازلي حتى يصل اللاعب إلى نهاية المستوى. يمكن للاعب زيادة المؤقت عن طريق دحرجة كيربي على مربعات الساعة، أو إيقاف لعبة الروليت على المؤقت، أو التقاط الساعات التي تضيف عشر ثوانٍ، أو عن طريق اجتياز نقاط التفتيش. عندما ينخفض المؤقت إلى أقل من 50 ثانية، يصدر صوت تنبيه، يحذر المشغل من الإسراع وإنهاء المستوى، وتتغير الموسيقى التي كانت تُشغل سابقًا إلى إصدار أكثر سرعة. إذا وصل الحد الزمني إلى الصفر، فسوف يفقد كيربي حياة.

## التطوير
بدأ تطوير اللعبة في أبريل 1999. وكان اسمها في الأصل كورو مونكي (مونكي تيلتن تامبل) وقام ببطولته قرد. بعد المناقشة مع شيغيرو مياموتو، قام المطورون بعد ذلك بتحويل الشخصية إلى كيربي. صدرت اللعبة في اليابان في 23 أغسطس 2000. ثم صدرت في أمريكا الشمالية في 11 أبريل 2001. ولم تصدر اللعبة خارج اليابان وأمريكا الشمالية.

## التقييم
| التقييم |           |
| --- | --------- |
| مجموع النقاط المجموع نقاط غيم رانكينغز 83% نتائج المراجعة نشرة نقاط أول غيم إلكترونك غيمينغ مونثلي 6.17/10 فاميتسو 30/40 غيم إنفورمر 8.75/10 غيم برو غيم سبوت 8.3/10 آي جي إن 9/10 نينتندو باور |           |
| مجموع النقاط |           |
| المجموع | نقاط      |
| غيم رانكينغز | 83%       |
| نتائج المراجعة |           |
| نشرة | نقاط      |
| أول غيم | 3/5 stars |
| إلكترونك غيمينغ مونثلي | 6.17/10   |
| فاميتسو | 30/40     |
| غيم إنفورمر | 8.75/10   |
| غيم برو | 3/5 stars |
| غيم سبوت | 8.3/10    |
| آي جي إن | 9/10      |
| نينتندو باور | 4/5 stars |

تلقت اللعبة تقييمات «مواتية» وفقًا لموقع تجميع المراجعة غيم رانكينغز. ظهرت لأول مرة في المركز الرابع من قبل شركة أبحاث السوق الأمريكية NPD TRSTS لشهر أبريل 2001.
كتب غيم إنفورمر أنه على الرغم من أن مفهوم اللعبة «يبدو بسيطًا بدرجة كافية، إلا أنه ينتج في الواقع واحدًا من أكثر سيناريوهات الألعاب إثارة وتوتراً في أي نظام.» في اليابان، أعطتها فاميتسو درجة 30 من 40.
أدرجت غيم إنفورمر اللعبة على أنها واحدة من أفضل الألعاب لغيم بوي في عام 2014. في تصنيف ألعاب كيربي للاحتفال بالذكرى السنوية الخامسة والعشرين لتأسيسها، صنفها فريق يو إس غيمر على أنها أسوأ لعبة فرعية في السلسلة. وصفتها الكاتبة كاتي مكارثي بأنها «مروعة نوعًا ما»، مضيفة أن هذه لم تكن واحدة من الألعاب الممتعة في السلسلة التي تم إصدارها من أجل غيم بوي وغيم بوي أدفانس.
كانت اللعبة هي سادس أكثر لعبة غيم بوي كولر مبيعًا في اليابان، حيث بيعت 563,914 نسخة.

## التكملة الملغية
تم عرض تكملة مخططة للعبة الأصلية، بعنوان كيربي تيلتن تامبل 2، في نينتندو سبيس ورلد 2001، والتي طُوِرَت لنظام غيم كيوب وكان من المخطط أن تتطلب اتصال غيم بوي أدفانس. عرض مصمم ألعاب الفيديو شيغيرو مياموتو أسلوب اللعب، حيث أظهر كيربي وهو يسقط من حافة على شاشة التلفزيون على شاشة غيم بوي أدفانس. كما ذكر أن اللاعب يمكنه كتابة «برامج»، مثل الألعاب المصغرة، في خرطوشة اللعبة. كان من المقرر إطلاقها في مايو 2002، تمت إعادة تسمية اللعبة باسم رول-أو-روما (بالإنجليزية: Roll-O-Rama)‏، لتحل محل كيربي بكرة رخامية. أثناء عرض اللعبة في معرض الترفيه الإلكتروني 2002، لم تصدر اللعبة.

## الملاحظات
1. ↑  تسمى في اليابان: كوروكورو كيربي
 (بالإنجليزية: Korokoro Kirby
‎؛ باليابانية: コロコロカービィ
‎، ‏Korokoro Kābī
؟)

## وصلات خارجية
- كيربي تيلتن تامبل على موبي غيمز